# Bismarckbronsvingeduva
Bismarckbronsvingeduva (Henicophaps foersteri) är en fågel i familjen duvor inom ordningen duvfåglar.

## Utseende och läte
Bismarckbronsvingeduvan är en stor (38 cm) och långstjärtad marklevande duva. Ovansidan är mörkbrun med glänsande vingtäckare, övergående i beige på panna och undertäckare och kontrasterande med en stor smutsvit strupfläck. Vitstrupig duva har som namnet avslöjar också en vit strupe, men är mörkare med grönglänsade fjäderkanter på ovansidan. Gulfotad duva är enhetligt ljusgrå på huvud och har gula ben. Lätet beskrivs som ett monotont upprepat "pip-yia", med andra tonen ljusare och uppåt böjd.

## Utbredning
Fågeln förekommer i södra Bismarckarkipelagen på öarna Umboi, Niu Briten och Lolobau. Den behandlas som monotypisk, det vill säga att den inte delas in i några underarter.

## Status och hot
Bismarckbronsvingeduva har en liten världspopulation bestående av uppskattningsvis endast 1 000–2 500 vuxna individer. Den tros också minska i antal till följd av habitatförlust. Fågeln är därför upptagen på internationella naturvårdsunionen IUCN:s röda lista över hotade arter, kategoriserad som sårbar (VU). Arten är dock mycket dåligt känd.

## Namn
Fågelns vetenskapliga artnamn hedrar den tyske botanikern Friedrich Foerster (1865-1918).